# 居敷当
居敷当（いしきあて）は、単仕立ての衣の尻が当たるあたりに、背縫い目が開かないように補強のために裏（内側）から当てる四角い厚地の布片である。

## 概要
反物の長さが十分にある場合は共布を用いるが、用布不足の場合は別布を当てる。晒し木綿、新モスリンなどが多用される。絹布の単衣には体裁上なるべく省き、また、絹布、木綿、麻などの透き織に当てることは無い。こうした場合は、居敷当の代わりに背伏せを施す。これは、幅3cmくらいで身丈と同じ長さの、共布か類似色の別布を用意し、背を縫う時、縫い代を5mmほどにしていっしょに縫い、その後、この「背伏せ」で背縫い代をくるんで左身頃の背縫い代に絎け付ける方法である。表に針を出して絎け付ける法もないではないが、表の地質を損なう原因となる。